# 60-й штурмовой авиационный полк (16 сад)
60-й (отдельный) штурмовой авиационный полк. ВВС ВМФ — воинская часть (в/ч 90610) Военно-воздушных сил ВМФ, принимавшая участие в боевых действиях Советско-Японской войны

## История полка
Полк сформирован в 1944 году на аэроузле недалеко от Владивостока, где на вооружение полка поступили штурмовики Ил-2. К августу 1945-го полк был переброшен на аэродром Молдавановка
Полк принимал участие в боевых действиях Советско-Японской войны 1945 г.
Полк расформирован в конце 1947 года, в связи с ликвидацией штурмовой авиации в составе ТОФ.

## Командиры полка
- Подполковник К.Н.Лунин